# Johann Philipp Bronner

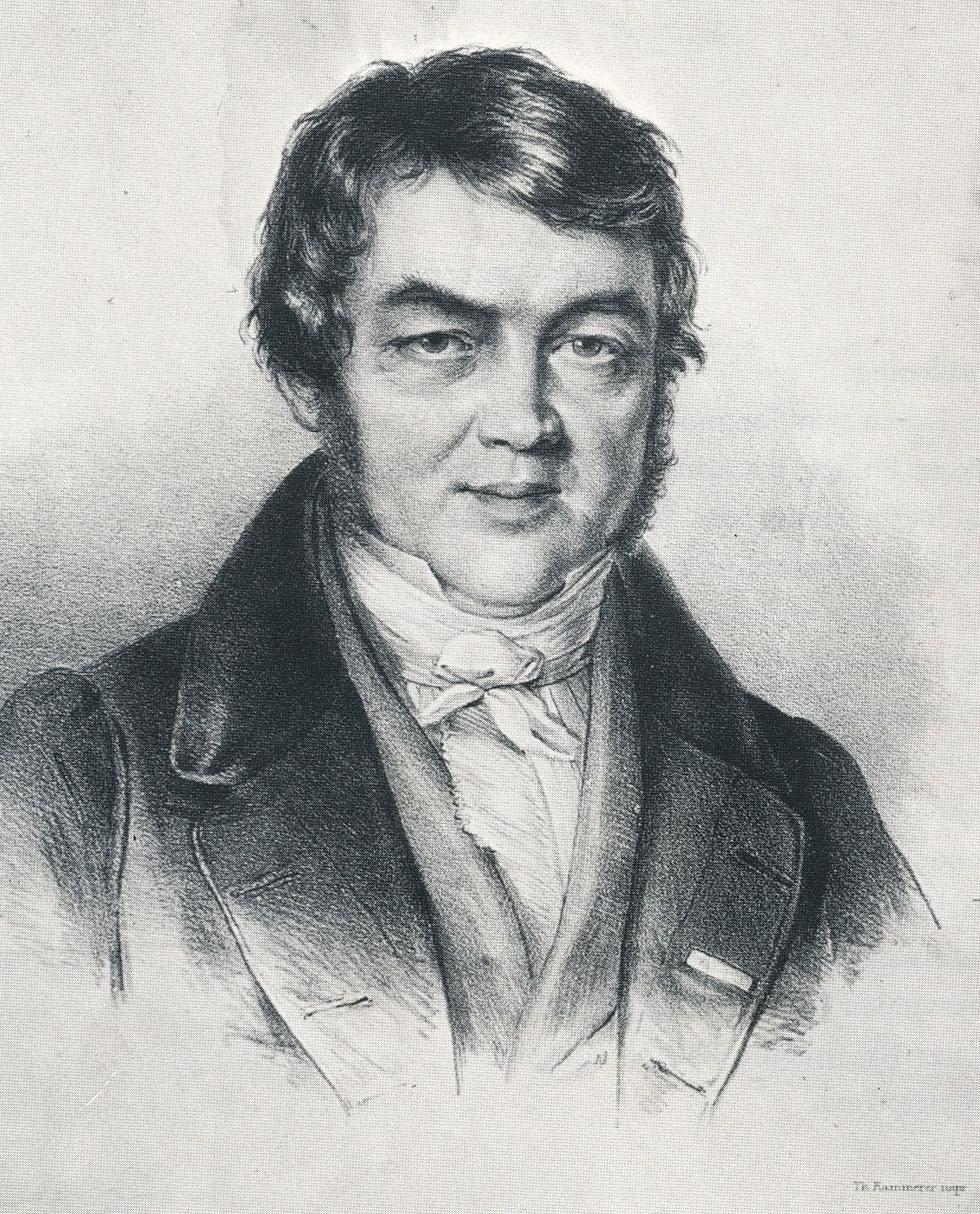
Johann Philipp Bronner (um 1840, Museum Wiesloch)

Johann Philipp Bronner (* 11. Februar 1792 in Neckargemünd; † 4. Dezember 1864 in Wiesloch) war ein deutscher Apotheker, Weinbaupionier, Rosenzüchter und Schriftsteller. Sein offizielles botanisches Autorenkürzel lautet „Bronner“.

## Leben

### Apotheker
Bronner verbrachte seine Kindheit und Schulzeit in Neckargemünd. Seine erste Apothekenausbildung erhielt er dort in der elterlichen Apotheke. Weitere praktische Studien in Apotheken führten ihn nach Hanau, Würzburg, Esslingen, Mannheim, Straßburg, Karlsruhe, Heidelberg und Durlach. Nach dem Studium in Würzburg und vermutlich in Heidelberg bestand er 1815 glänzend sein Staatsexamen der Pharmazie im badischen Durlach bei Staatschemiker Salzer.
Am 3. März 1816 heiratete Bronner Tugendfreundin (Gertrud) Märklin (1795–1828), die Tochter des damaligen Wieslocher Apothekers Friedrich Märklin. Noch im gleichen Jahr übernahm er die Apotheke seines Schwiegervaters in Wiesloch. Daneben besaß und führte er zeitweise auch die väterliche Apotheke in Neckargemünd. Aus der Ehe gingen die Söhne Ludwig Bronner (1816–1894), Carl Bronner (1818–1903), Christian Heinrich (1820–1821) und Eduard Bronner (1822–1886) hervor. Seine erste Frau starb 1828 mit knapp 33 Jahren.
1829 heiratete der Witwer die Tochter des evangelischen Pfarrers von Biebelnheim bei Alzey, Elisabetha (Lisette) Heddaeus, eine Cousine seiner verstorbenen Frau. Mit dieser hatte er ebenfalls vier Kinder, die Tochter Elisabeth Bronner (* 1830), die kurz nach der Geburt starb, Lina Bronner (1831–1928), Johann Georg Philipp Bronner (1833–1915) und Julius Bronner (1835–1917).
Bronner führte seine Apotheke bis 1860. Er wohnte in dieser Zeit mit seiner Familie im Gebäude der Apotheke, die zunächst ihren Standort Ecke Rathaus-/Pfarrgasse, danach Ecke Hauptstraße/Pfarrgasse und danach bis 1858 Ecke Marktstraße/Hauptstraße hatte. Er ließ 1858 – also kurz vor seinem Ruhestand – das Anwesen der heutigen Wieslocher Stadt-Apotheke in der Hauptstraße 96 errichten, blieb aber weiterhin in seinem ursprünglichen Wohngebäude. Ab Juli 1860 übernahm Sohn Georg Philipp die neu errichtete Apotheke seines Vaters. Sein weiterer Sohn Eduard Bronner war Arzt und wurde bekannt als badischer Revolutionär.

### Weinbaupionier

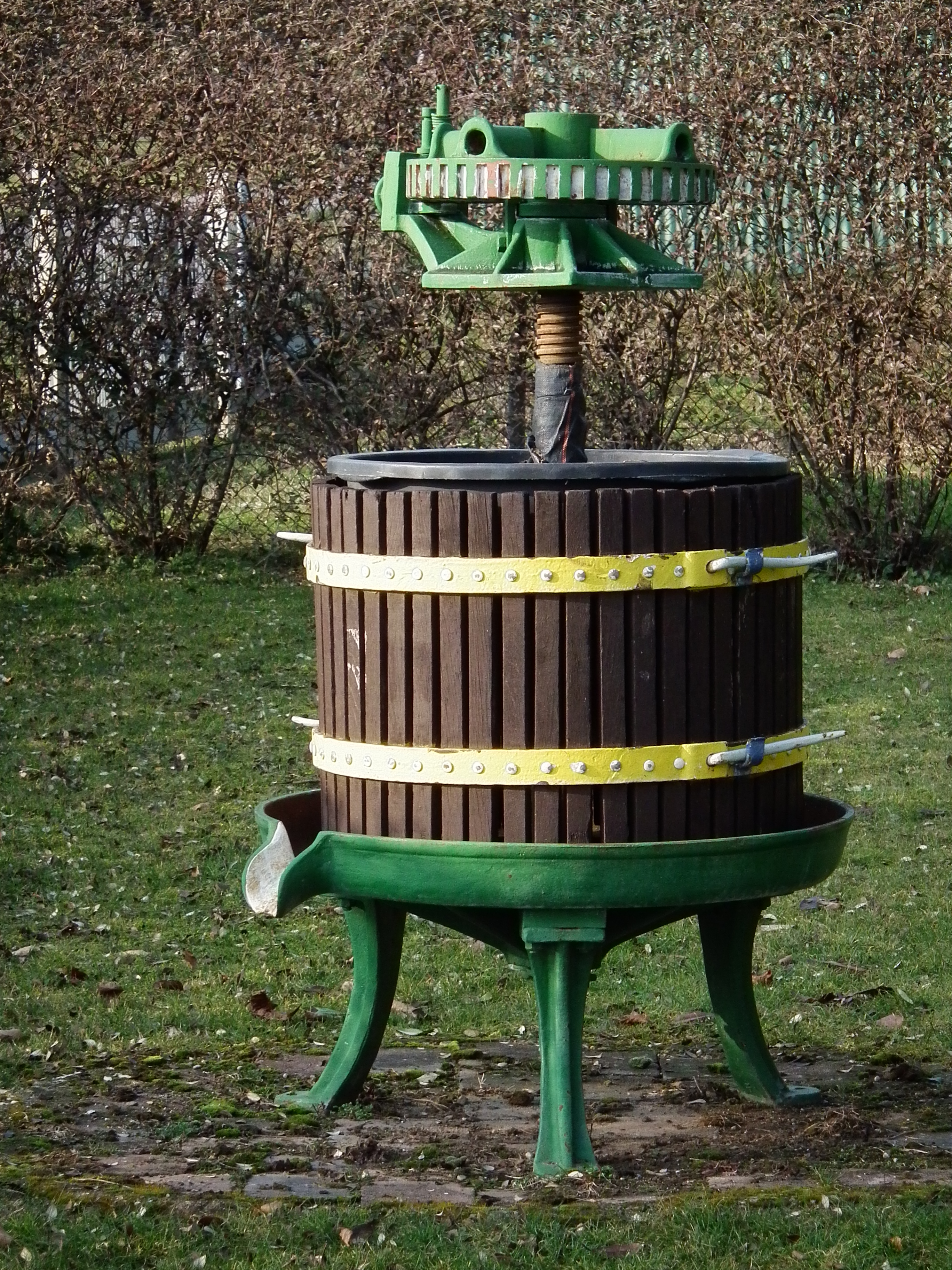
Spindelkelter, wie sie von Bronner entwickelt wurde

Durch einen Zufall, so schreibt Bronner in der Vorrede seines ersten Buches Die Verbesserung des Weinbaus…, das 1830 erschien, habe er 1820 in Wiesloch Ödland erwerben können, auf dem er Weinbau betreiben wollte. Mit vielen Mühen und Kosten machte er das Gelände urbar. Um den Weinbau kennenzulernen, befragte Bronner Winzer in der Umgebung und ließ sich beraten, beobachtete viel und bildete sich auch in der Pfalz und im Rheingau fort. In seiner Anlage testete er verschiedene Schnittmethoden und errichtete ab 1825 gleichsam eine Muster-Rebschule.
Diese nahm mit der Zeit beträchtliche Ausmaße an. Etwa 400 verschiedene Rebsorten wurden bei einem Bestand von mehreren 100.000 Weinstöcken gehalten. Das 100 Morgen große Gelände wird heute vom Psychiatrischen Zentrum Nordbaden genutzt. Am 28. Mai 1838 wurde das Areal zu Ehren des Markgrafen Wilhelm von Baden (1792–1859) auf den Namen Wilhelmshöhe getauft, Bronner war bereits 1836 wegen seiner Verdienste und Forschungen über den Weinbau zum Großherzoglich Badischen Ökonomierat ernannt worden.
Gemäß seinem Leitspruch „Erfasse und nütze den Geist der Zeit“ machte Bronner – teilweise im Auftrag der Badischen Regierung –zahlreiche Reisen in verschiedene in- und ausländische Weinanbaugebiete, um sich weiterzubilden. Bronners Reiseziele waren:
- 1831 Rheingau und die Pfalz,
- 1832/33 Rheinhessen, Nahe, Mosel, Franken, Württemberg und die Bergstraße
- 1834 Rheingau, Württemberg und Sachsen
- 1836 Frankreich
- 1837 französische Schweiz bis Savoyen, Elsass
- 1838 obere Schweiz, Tirol, Norditalien
- 1840 Österreich, Mähren, Ungarn, Steiermark, Kroatien und Krain
- 1841 Hessische Bergstraße

Neben dem landwirtschaftlichen Teil des Weinbaus und der Erziehung der Reben – in diesem Zusammenhang favorisierte Bronner den sogenannten Blockschnitt und trug maßgebend zur Verbreitung dieser Erziehungsmethode bei – lag ihm die Verbesserung der Weinqualität besonders am Herzen. Hierzu verkaufte Bronner Modelle einer Spindelkelter, die er selbst entwickelt hatte. In Originalgröße nachgebaut, ersetzten sie vor Ort die unhandlichen Baumkeltern.

### Rosenzüchter
Wie die Rebenpflege betrieb Bronner auch die Zucht von Rosen so engagiert, dass er in sein Testament eine eigene Klausel aufnahm, die nach seinem Ableben den Erhalt und die Pflege seiner Rosen sicherstellen sollte.

### Schriftsteller
Neben der Beschäftigung mit seiner Familie, seinem Beruf, seinen Forschungsarbeiten und seinen Reisen verfasste Bronner 13 Bücher und zahlreiche Fachaufsätze.
Werke (Auswahl)
- Die Verbesserung des Weinbaus durch praktische Anweisung, 1. Buch, 1830.
- Der Bockschnitt, 1830.
- Der Weinbau in Süddeutschland, sieben Teilbände, 1833–1842.
- Anweisung zur nützlichsten Anpflanzung der Tafeltrauben und auch Traubensorten an sonst unbenutzten Plätzen, 1834.
- Der Weinbau und die Weinbereitung in der Champagne, 1840.
- Die wilden Trauben des Rheintales, 1857.

## Zitate
„Erfasse und nütze den Geist der Zeit!“

„Ich sterbe gerne, ich habe ein langes, reich gesegnetes Leben führen dürfen.“

## Gedenken

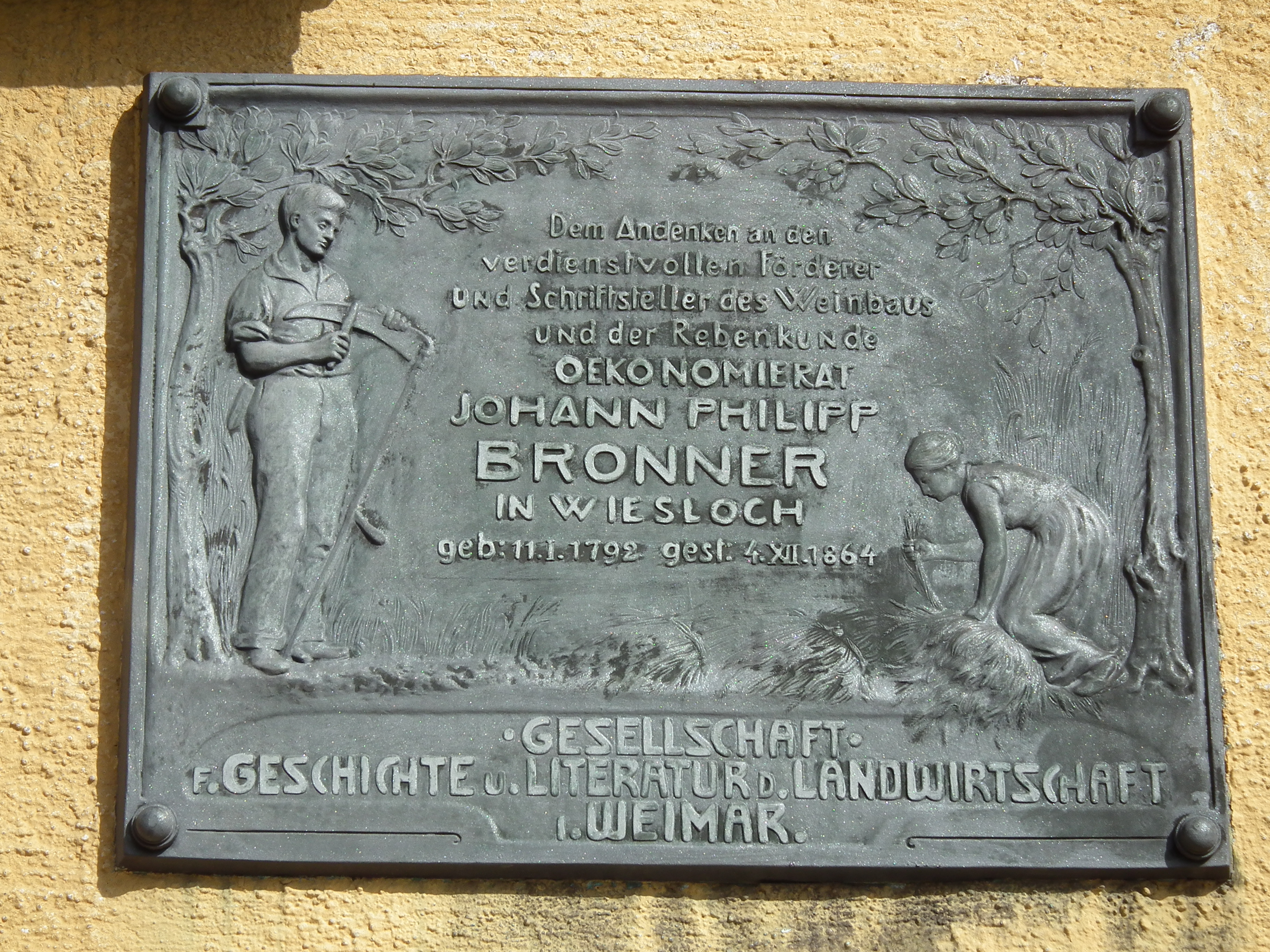
Gedenktafel an Bronners Wohnhaus in Wiesloch

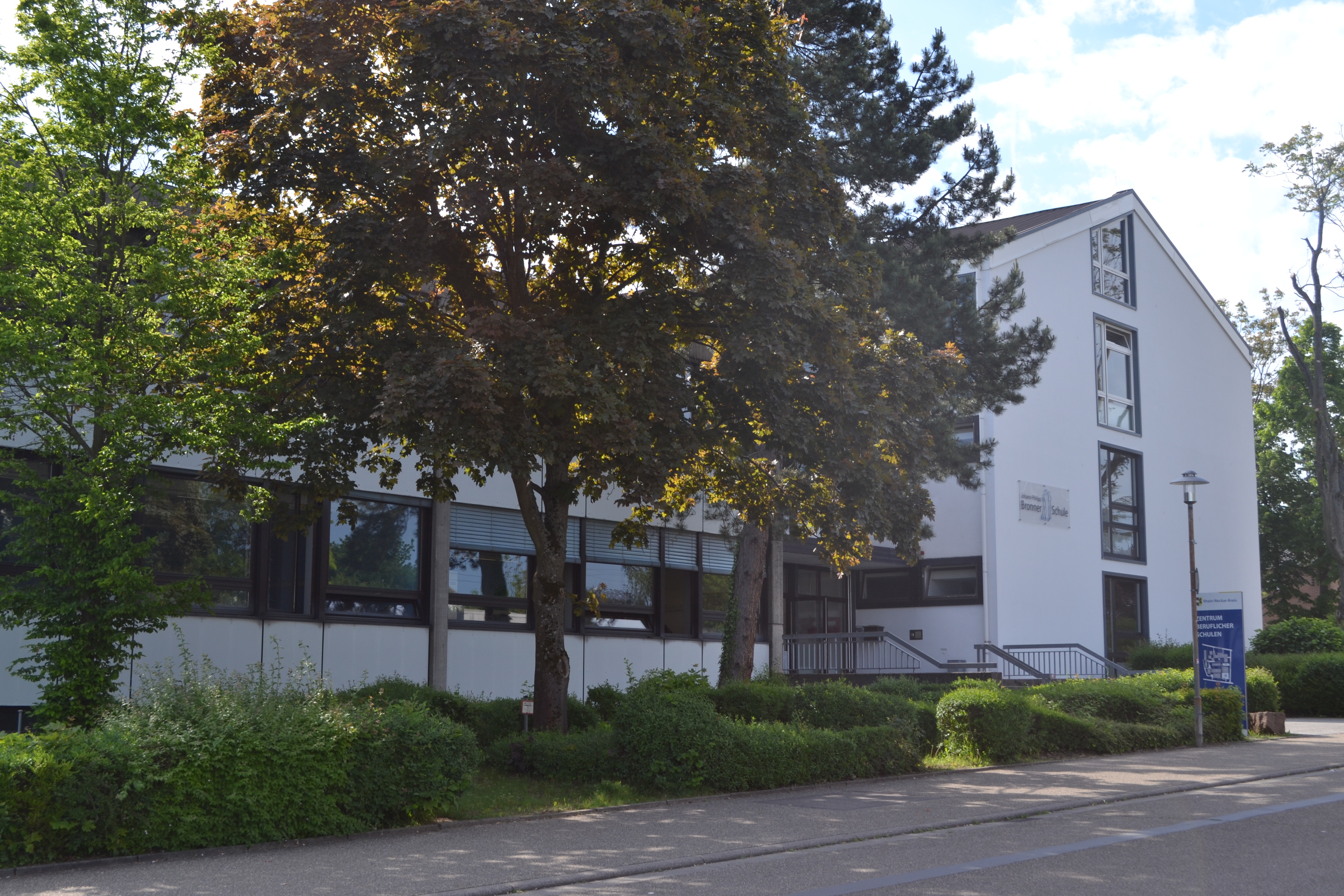
Die kaufmännische Johann-Philipp-Bronner-Schule Wiesloch

An Bronner erinnert die Bronner-Rebe, eine pilzwiderstandsfähige Weißweinsorte, die 1975 in Freiburg gezüchtet wurde.
In Wiesloch wurde ihm eine Vielzahl von Ehrungen zuteil:
- Die Johann-Philipp-Bronner-Straße führt von der Innenstadt zum Winzerkeller Wiesloch, der 2017 in „Winzer von Baden“ umbenannt wurde.
- Die Johann-Philipp-Bronner-Weine sind die Premium- und Exzellenz-Weine des Winzerkellers Wiesloch.
- Die Johann-Philipp-Bronner-Schule Wiesloch ist die kaufmännische berufliche Schule Wieslochs und trägt seit 1982 den Namen Bronners, weil dieser den örtlichen Wein handelbar machte.
- Die Johann-Philipp-Bronner-Brücke überführt die Bronner-Straße in den Bögnerweg und überspannt dabei die Südtangente (L 594).
- Die Johann-Philipp-Bronner-Hütte wurde in den 1980er-Jahren im Weinbau-Gewann „Hägenich“ als Schutzhütte durch die Wieslocher Abteilung des  Technischen Hilfswerkes in herrlicher Aussichtslage auf den  Letzenberg, die Oberrheinische Tiefebene und den Pfälzerwald, die Gemeinden Rauenberg und Dielheim sowie die  A6, errichtet; nach mehreren Umbauten und Erweiterungen ist die Hütte heute ein beliebter Treffpunkt und Grillplatz im Naherholungsgebiet „Weinberge“.
- Das Johann-Philipp-Bronner-Haus Wiesloch ist ein Seniorenzentrum des Arbeiter-Samariter-Bundes, welches 2006 eröffnet wurde.
- Der Johann-Philipp-Bronner-Platz ist an der Straßenkreuzung Rathausgasse-Pfarrstraße direkt unterhalb der  Stadtkirche seit 2019 zu finden, dort befand sich der erste von vier Apotheken-Standorten Bronners in Wiesloch.
- Bronners Gartenhaus ist das 2008 wieder errichtete Gartenhaus zur Rosenzucht Bronners auf dem heutigen Gelände des Psychiatrischen Zentrums Nordbaden; es fungiert als Museum des 2006 gegründeten Kulturvereins Johann Philipp Bronner.[3]
- Der Förderverein Johann Philipp Bronner wurde 1992 gegründet und fördert Schüler der Bronner-Schule.[4]
- Bronners Bistro und Weinstube war ein Restaurant am Wieslocher Marktplatz, das als Exzellenz-Weinrestaurant durch das Palatin von Juni 2009 bis Mai 2015 betrieben wurde.